# Samuel Schneerson
Samuel Schneersohn (el rabino Samuel de Lubavitch o el Rebe Maharash; 17 de marzo de 1834-14 de septiembre de 1882) fue un rabino ortodoxo y el cuarto rebe (líder espiritual) del movimiento jasídico Jabad Lubávich.
Schneersohn nació en Liubávichi, el séptimo hijo del rabino Menajem Mendel.
En 1848, Schneersohn estaba casado con Rivkah, la hija de su hermano. El matrimonio tuvo tres hijos y una hija.
Sus discursos comenzaron a publicarse por primera vez, con el título Likutei Torat Shmuel en 1945, editados por la casa Editorial Kehot, y se han publicado 12 volúmenes.
Murió en Liubávichi el 13 de Tishrei de 1882, y fue sucedido por su hijo, Sholom Dovber.